# Luperina umbrata
Luperina umbrata là một loài bướm đêm trong họ Noctuidae.